# Can Pasteller
Can Pasteller és una masia del municipi de Martorell (Baix Llobregat) que forma part de l'Inventari del Patrimoni Arquitectònic de Catalunya.

## Descripció
És una masia bastida amb reble que, tot i les moltes modificacions que ha sofert, presenta restes de l'edificació originària. La casa té diversos cossos i actualment s'utilitza només una petita part.
Hi ha un dibuix del segle IX-X incís sobre una petita llosa de gres roig situada a la façana del paller. Representa una figura femenina, possiblement orant amb el braç esquerre enlairat i el dret abaixat paral·lel al cos.
També hi ha un dibuix del segle xviii. Situat al costat de l'anterior, representa amb un traç ingenu tres personatges. Hi ha inscrita la data de construcció del paller, 1754.

## Història
Molt possiblement la casa sigui bastida sobre les restes d'alguna de les cases que integraven el priorat de Sant Genís de Rocafort. La llosa de gres amb el dibuix incís es localitzà el 1978 i podria provenir de l'església de Sant Margarida, situada molt a prop.